# Кјокети-Ђанада (Бјела)
Кјокети-Ђанада је насеље у Италији у округу Бијела, региону Пијемонт.
Према процени из 2011. у насељу је живело 51 становника. Насеље се налази на надморској висини од 318 м.